# Oporinia pulchraria
Oporinia pulchraria là một loài bướm đêm trong họ Geometridae.